# Врандол
Врандол је насеље у Србији у општини Бела Паланка у Пиротском округу. Насеље је удаљено 9,2 км од Беле Паланке према Нишу. Према попису из 2022. било је 212 становника (према попису из 1991. било је 410 становника).

## Демографија
У насељу Врандол живи 193 пунолетних становника, а просечна старост становништва износи 50,5 година (50,9 код мушкараца и 50,0 код жена). У насељу има 91 домаћинствo, а просечан број чланова по домаћинству је 2,33.
Ово насеље је великим делом насељено Србима (према попису из 2002. године), а у последња три пописа, примећен је пад у броју становника.
|  |

| Демографија | Демографија | Демографија |
| Година      | Становника  | Становника  |
| ----------- | ----------- | ----------- |
| 1948.       | 450         |             |
| 1953.       | 429         |             |
| 1961.       | 460         |             |
| 1971.       | 433         |             |
| 1981.       | 420         |             |
| 1991.       | 410         | 410         |
| 2002.       | 372         | 372         |
| 2011.       | 306         |             |
| 2022.       | 212         |             |

| Етнички састав према попису из 2002.‍ | Етнички састав према попису из 2002.‍ | Етнички састав према попису из 2002.‍ | Етнички састав према попису из 2002.‍ | Етнички састав према попису из 2002.‍ |
| ------------------------------------ | ------------------------------------ | ------------------------------------ | ------------------------------------ | ------------------------------------ |
|                                      |                                      |                                      |                                      |                                      |
| Срби                                 | Срби                                 |                                      | 361                                  | 97,04%                               |
| Роми                                 | Роми                                 |                                      | 9                                    | 2,41%                                |
| Хрвати                               | Хрвати                               |                                      | 1                                    | 0,26%                                |
| непознато                            | непознато                            |                                      | 0                                    | 0,0%                                 |

| Година пописа     | 1948. | 1953. | 1961. | 1971. | 1981. | 1991. | 2002. |
| ----------------- | ----- | ----- | ----- | ----- | ----- | ----- | ----- |
| Број домаћинстава | 75    | 79    | 101   | 114   | 130   | 135   | 146   |

| Број чланова      | 1  | 2  | 3  | 4  | 5 | 6 | 7 | 8 | 9 | 10 и више | Просек |
| ----------------- | -- | -- | -- | -- | - | - | - | - | - | --------- | ------ |
| Број домаћинстава | 28 | 58 | 21 | 32 | 6 | 0 | 1 | 0 | 0 | 0         | 2,55   |

| Пол    | Укупно | Неожењен/Неудата | Ожењен/Удата | Удовац/Удовица | Разведен/Разведена | Непознато |
| ------ | ------ | ---------------- | ------------ | -------------- | ------------------ | --------- |
| Мушки  | 168    | 37               | 113          | 12             | 5                  | 1         |
| Женски | 152    | 20               | 110          | 21             | 1                  | 0         |
| УКУПНО | 320    | 57               | 223          | 33             | 6                  | 1         |

| Пол    | Укупно                    | Пољопривреда, лов и шумарство | Рибарство                            | Вађење руде и камена | Прерађивачка индустрија       |
| ------ | ------------------------- | ----------------------------- | ------------------------------------ | -------------------- | ----------------------------- |
| Мушки  | 75                        | 3                             | 0                                    | 0                    | 21                            |
| Женски | 43                        | 1                             | 0                                    | 0                    | 39                            |
| УКУПНО | 118                       | 4                             | 0                                    | 0                    | 60                            |
| Пол    | Производња и снабдевање   | Грађевинарство                | Трговина                             | Хотели и ресторани   | Саобраћај, складиштење и везе |
| Мушки  | 1                         | 21                            | 6                                    | 0                    | 7                             |
| Женски | 0                         | 0                             | 2                                    | 0                    | 0                             |
| УКУПНО | 1                         | 21                            | 8                                    | 0                    | 7                             |
| Пол    | Финансијско посредовање   | Некретнине                    | Државна управа и одбрана             | Образовање           | Здравствени и социјални рад   |
| Мушки  | 1                         | 0                             | 3                                    | 1                    | 0                             |
| Женски | 0                         | 0                             | 0                                    | 0                    | 1                             |
| УКУПНО | 1                         | 0                             | 3                                    | 1                    | 1                             |
| Пол    | Остале услужне активности | Приватна домаћинства          | Екстериторијалне организације и тела | Непознато            | Непознато                     |
| Мушки  | 6                         | 0                             | 0                                    | 5                    | 5                             |
| Женски | 0                         | 0                             | 0                                    | 0                    | 0                             |
| УКУПНО | 6                         | 0                             | 0                                    | 5                    | 5                             |